# System informacji oświatowej
System Informacji Oświatowej (SIO) – polski, elektroniczny system baz danych służący do gromadzenia informacji o szkołach, placówkach oświatowych, nauczycielach oraz uczniach, utworzony na podstawie:
- ustawy z dnia 15 kwietnia 2011 r. o systemie informacji oświatowej (Dz.U. z 2024 r. poz. 152),
- rozporządzenia Ministra Edukacji Narodowej z dnia 9 sierpnia 2012 r. w sprawie szczegółowego zakresu danych gromadzonych w bazach danych oświatowych, zakresu danych identyfikujących podmioty prowadzące bazy danych oświatowych, terminów przekazywania danych między bazami danych oświatowych oraz wzorów wydruków zestawień zbiorczych (Dz.U. z 2012 r. poz. 957, ze zm.).

Celem Systemu Informacji Oświatowej jest uzyskiwanie danych niezbędnych do prowadzenia polityki edukacyjnej państwa, podnoszenia jakości i upowszechniania edukacji oraz do usprawniania finansowania zadań oświatowych. Szczegółowe wytyczne odnośnie do zakresu zbieranych informacji, momentów ich przekazywania oraz wzorów dokumentacji są ustalone w przywołanym wyżej rozporządzeniu. Są to głównie informacje o uczniach, nauczycielach, majątku szkoły i jej wydatkach.

## „Stare” SIO
Uruchomiony w 2004 r. system informacji oświatowej służył zbieraniu danych trzy razy w roku szkolnym:
- 10 września – sprawozdanie skrócone,
- 30 września – sprawozdanie pełne,
- 31 marca – sprawozdanie pełne.

System oparty jest na aplikacji komputerowej, w której szkoły i placówki oświatowe przygotowują sprawozdania ze swojej działalności. Sprawozdania te są następnie eksportowane do odpowiednich jednostek prowadzących, na przykład jednostek samorządu terytorialnego, oraz im przekazywane w formie zestawienia zbiorczego oraz nagranej płyty ze sprawozdaniem. Jednostki te scalają uzyskane sprawozdania i przekazują je do ministerstwa edukacji narodowej.

## „Nowe” SIO
W kwietniu 2012 r. została udostępniona zmodernizowana wersja aplikacji SIO, nazywana potocznie „nowym SIO”. W przeciwieństwie do poprzedniej wersji, w nowej aplikacji zbierane są dokładniejsze dane wprowadzane na ogół w ciągu 7 dni od zaistnienia ich zmiany.
W kwietniu 2013 r. projekt modernizacji wersji SIO został zakończony niepowodzeniem. Nie udało się wprowadzić większości założonych funkcjonalności, a ukończona część oprogramowania zawiera dużą liczbę błędów. W związku z tym podjęto decyzję o przedłużeniu funkcjonowania dotychczasowego „starego” SIO o kolejne 3 lata i nowelizacji odpowiednich przepisów. Mimo tego, aplikacja „nowego” SIO była nadal rozwijana.

### Moduły zmodernizowanego SIO
Zmodernizowany System Informacji Oświatowej składa się z następujących modułów:
- RSPO – informacje o szkole w Rejestrze Szkół i Placówek Oświatowych oraz udzielonych upoważnieniach,
- Podmiot – informacje o utworzonych oddziałach i ich charakterystyce,
- Uczeń – informacje o uczniach, ich dane identyfikacyjne i dziedzinowe, np. informacje o nauce ucznia i przypisaniach do oddziałów,
- Nauczyciel – informacje o nauczycielach, ich dane identyfikacyjne i dziedzinowe, np. informacje o umowach zawartych z nauczycielem, wysokości składek odprowadzanych od wynagrodzenia w każdym miesiącu; informacja o posiadanych przez nich kwalifikacjach, szkoleniach, kursach
- Dane dziedzinowe – informacje o bazie materialnej szkoły lub placówki oświatowej (pomieszczenia – ich powierzchnia i charakter użytkowania, wyposażenie sal, typ łącza internetowego/satelitarnego, ilość sprzętów elektronicznych i tym podobne)

### Modernizacja SIO
Jako rozwiązanie problemów z podwójną sprawozdawczością w „starym” i „nowym” systemie informacji oświatowej, w rządowym projekcie ustawy o zmianie ustawy o systemie informacji oświatowej zaproponował wprowadzenie wielu zmian, m.in.:
- zmianę architektury SIO – w miejsce aplikacji komputerowej wprowadzono aplikację internetową,
- likwidację lokalnych baz danych SIO – jak motywowano w uzasadnieniu projektu, w roku 2015 lokalne bazy danych były przywracane ok. 4,5 tys. razy; zastąpiono je jedną, centralną bazą,
- modyfikację schematu przekazywania danych – do tej pory najpierw do lokalnej bazy danych SIO wprowadzało się dane identyfikacyjne ucznia lub nauczyciela (tj. imię, nazwisko, PESEL), a dopiero po ich pozytywnej weryfikacji z rejestrem PESEL wprowadza się pozostałe dane – dane dziedzinowe; teraz umożliwiono jednoczesne wprowadzanie danych identyfikacyjnych i dziedzinowych (co ma pozwalać na importowanie danych z innych systemów, jak np. dzienniki elektroniczne),
- ograniczenie zbieranych danych dziedzinowych uczniów – na rzecz danych zbiorczych rezygnuje się z: informacji o pomocy psychologiczno-pedagogicznej kierowanej do danego ucznia, informacji o pomocy materialnej o charakterze socjalnym,
- zmianę weryfikacji powodu niepowodzenia potwierdzenia danych w rejestrze PESEL – od teraz szkoła lub placówka oświatowa jest obowiązana niezwłocznie wyjaśnić stan faktyczny dotyczący niezgodności wprowadzonych danych identyfikacyjnych ucznia bądź nauczyciela z danymi zawartymi w rejestrze PESEL poprzez wystąpienie do odpowiedniego kierownika urzędu stanu cywilnego z informacją o niezgodności danych,
- uproszczenie potwierdzenia tożsamości osoby upoważnionej do korzystania z SIO – dopuszczono możliwość weryfikacji tożsamości poprzez zastosowanie podpisu kwalifikowanego lub podpisu zaufanego ePUAP,
- uproszczenie działania Rejestru Szkół i Placówek Oświatowych – dyrektorzy szkół i placówek oświatowych mogą samodzielnie zmienić w Rejestrze numer telefonu, numer faksu, adres poczty elektronicznej i adres strony internetowej bez konieczności procedowania tych zmian przez JST, zastępuje się zbieranie informacji o obwodach szkolnych informacją, czy szkoła jest szkołą obwodową i czy uczeń spełnia obowiązek szkolny w szkole obwodowej,
- umożliwienie uzyskania z SIO danych uczniów i nauczycieli przez sądy, prokuratorów, Policję i inne organy prowadzące postępowania przygotowawcze w sprawach karnych, karnych skarbowych oraz czynności wyjaśniające w sprawach o wykroczenia, komorników sądowych, organy administracji publicznej oraz państwowe i samorządowe jednostki organizacyjne, np. Zakład Ubezpieczeń Społecznych – wnioski o udostępnienie takich danych były przekazywane do ministerstwa edukacji narodowej bardzo często, w efekcie czego wprowadzono taką możliwość wyłącznie na wniosek danego organu, w którym zostanie wykazana konieczność uzyskania tych danych i podstawa prawna pozwalająca na ich uzyskanie.

Wprowadzenie nowych rozwiązań ma znacznie ułatwić pracę szkół i placówek oświatowych oraz dostosować system do oczekiwań użytkowników. Efektem prac jest ustawa z dnia 21 kwietnia 2017 r. o zmianie ustawy o systemie informacji oświatowej i niektórych innych ustaw (Dz.U. z 2017 r. poz. 949). Ustawa ta określa także, że „stary” SIO będzie obowiązywać do końca roku 2017.
Ze względu na trudności różnej natury system „stary” SIO nadal obowiązuje w 2018 roku.

### Wprowadzenie aplikacji internetowej SIO
Choć wspomniana wcześniej ustawa definiuje nowe warunki techniczne działania SIO, jego wdrażanie jest etapowe:
- 24 lipca 2017 r. zostały uruchomione moduły pozwalające na wprowadzenie do RSPO informacji o szkołach po reformie systemu oświaty; logowanie przez szkoły i placówki oświatowe nie jest jeszcze możliwe[2],
- do dnia 18 sierpnia 2017 r. mają zostać uruchomione funkcjonalności pozwalające szkołom składać wnioski o modyfikację danych szkoły lub jej likwidację[3],
- do dnia 28 sierpnia 2017 r. mają zostać uruchomione moduły Podmiot oraz Uczeń,
- do dnia 20 września 2017 r. ma zostać uruchomiony moduł Nauczyciel,
- do dnia 30 listopada 2017 r. ma zostać uruchomiony moduł Dane zbiorcze.